# Údolí (Loket)
Údolí (původně německy Zech, do roku 1948 česky Cecha) je vesnice, část města Loket v okrese Sokolov v Karlovarském kraji. Nachází se asi 2,5 kilometru jihovýchodně od Lokte. Údolím protéká potok Stoka, který se v Lokti vlévá do Ohře. Podél potoka prochází silnice II/209 a neprovozovaná část Železniční trať Nové Sedlo u Lokte – Krásný Jez. Je zde evidováno 67 adres. V roce 2011 zde trvale žilo 87 obyvatel.
Část Údolí je vymezena katastrálním územím Údolí u Lokte o rozloze 11,18 km² a statisticky tvoří základní sídelní jednotku Údolí II. Osada Údolí pokračuje na jih jako základní sídelní jednotka Údolí I města Horní Slavkov.

## Historie
První písemná zmínka o vesnici pochází z roku 1643.
Historie vesnice byla svázána s městem Loket.

## Obyvatelstvo
Místní obyvatelé pracovali v zemědělství a okolních doloch, později na pilách, vyráběli zde šindele. Od 19. století poskytovala pracovní příležitosti místní porcelánka.
Při sčítání lidu v roce 1921 zde žilo 318 obyvatel, z toho dva Čechoslováci, 311 Němců a pět cizinců. K římskokatolické církvi se hlásilo 315 obyvatel, tři k církvi evangelické.
| Rok            | 1869 | 1880 | 1890 | 1900 | 1910 | 1921 | 1930 | 1950 | 1961 | 1970 | 1980 | 1991 | 2001 | 2011 | 2021 |
| -------------- | ---- | ---- | ---- | ---- | ---- | ---- | ---- | ---- | ---- | ---- | ---- | ---- | ---- | ---- | ---- |
| Počet obyvatel | 336  | 271  | 301  | 392  | 415  | 318  | 478  | 199  | 161  | 149  | 98   | 87   | 109  | 87   | 92   |
| Počet domů     | 30   | 42   | 46   | 43   | 49   | 49   | 65   | 68   | -    | 36   | 30   | 38   | 44   | 43   | 42   |

## Obecní správa
Při sčítání lidu v letech 1850–1899 Údolí bylo osadou obce Dvory v okrese Falknov. V letech 1900–1959 bylo samostatnou obcí, se kterým patřilo nejprve do okresu Falknov, ale v letech 1921–1930 v okrese Loket a v roce 1950 v okrese Karlovy Vary-okolí. Od roku 1960 je částí města Loket v okrese Sokolov.

## Pamětihodnosti
- Zvonička z roku 1783[9] (kulturní památka)[14]
- Železniční viadukt dokončený v roce 1901[9]